# Jego wielka miłość
Jego wielka miłość – polski film fabularny z 1936 roku. Zachował się do dziś.
Kopia filmu, przechowywana w zbiorach Instytutu Polskiego i Muzeum im. gen. Władysława Sikorskiego w Londynie, została przekazana w roku 2017 do Filmoteki Narodowej.

## Fabuła
Gdy aktor musi się rozstać ze sceną i zostać tylko suflerem, to jest wielka tragedia. Jeszcze większa tragedia jest wtedy, gdy aktora zdradza żona. Wielka rola Stefana Jaracza w roli suflera Kurczka, któremu zrządzenie losu daje szansę zagrania swojej ukochanej roli - Napoleona. Niestety, bohater od tej chwili coraz bardziej utożsamia się z graną postacią - co kończy się chorobą umysłową. 

## Obsada
- Stefan Jaracz – sufler Konstanty Kurczek
- Lena Żelichowska – Ludwika, żona Kurczka
- Lala Górska – Jaś, syn Kurczków
- Tadeusz Olsza – aktor Wiktor Grywicz
- Michał Znicz – aktor Szypułko
- Tekla Trapszo – matka Grywicza
- Zygmunt Chmielewski – dyrektor teatru
- Jacek Woszczerowicz – autor
- Stanisław Sielański – fryzjer teatralny
- Wanda Jarszewska – aktorka
- Maria Żabczyńska – aktorka
- Paweł Owerłło – Grądzki
- Juliusz Łuszczewski – aktor w sztuce „Napoleon"
- Józef Kondrat – cwaniak w knajpie
- Zofia Grabowska
- Jadwiga Bukojemska
- Maria Chmurkowska
- Bożena Alesso
- Feliks Chmurkowski
- Stanisław Bryliński
- Henryk Małkowski
- Jerzy Chodecki
- Jerzy Klimaszewski
- Wincenty Łoskot
- Stanisław Purzycki
- Stefan Hnydziński
- Roman Dereń
- Jerzy Sulima-Jaszczołt
- Marian Zajączkowski
- Ziemowit Karpiński
- Stanisław Daniłowicz
- Amelia Rotterowa